# Mark Elrick
Mark Elrick (ur. 7 kwietnia 1967 w Auckland) – nowozelandzki piłkarz, grający podczas kariery na pozycji napastnika.

## Kariera klubowa
Mark Elrick rozpoczął karierę w 1992 roku w klubie North Shore United. W 1996 roku był zawodnikiem Waitakere City FC, z którym zdobył mistrzostwo Nowej Zelandii oraz Chatham Cup. W latach 1996–1999 występował w Central United, z którym zdobył mistrzostwo w 1999 oraz dwukrotnie Chatham Cup w 1997 i 1998 roku.
W 1999 przeszedł do występującego w National Soccer League Football Kingz, by po roku powrócić do Central United, z którym zdobył kolejne mistrzostwo Nowej Zelandii w 2001 roku. Karierę zakończył w 2007 roku w klubie Hawke’s Bay United.

## Kariera reprezentacyjna
W reprezentacji Nowej Zelandii Elrick zadebiutował 21 lutego 1995 w wygranym 3-0 meczu z Singapurem. W 1995 roku wystąpił w Pucharze Narodów Oceanii 1996. Wystąpił w jednym meczu z Australią. W 1997 roku uczestniczył w eliminacjach Mistrzostw Świata 1998.
W 1999 roku wystąpił w Pucharze Konfederacji, na którym Nowa Zelandia odpadła w fazie grupowej. Na turnieju we Meksyku wystąpił w dwóch meczach z USA i Niemcami. Oostatni raz w reprezentacji wystąpił 23 stycznia 2000 w zremisowanym 0-0 meczu z Koreą Południową. Ogółem w latach 1995–2000 w reprezentacji wystąpił w 30 meczach, w których strzelił 4 bramki.